# Petr Škarabela
Petr Škarabela (* 24. listopadu 1967, Frýdek-Místek) je bývalý český fotbalový obránce.

## Fotbalová kariéra
Hrál za Baník Ostrava, SSV Ulm 1846, Fotbal Třinec a SpVgg Greuther Fürth. V československé lize nastoupil ve 143 utkáních a dal 27 gólů. V evropských pohárech nastoupil v 9 utkáních a dal 1 gól.

## Ligová bilance
| Ročník                                   | Zápasy | Góly | Klub          |
| ---------------------------------------- | ------ | ---- | ------------- |
| 1. československá fotbalová liga 1986/87 | 4      | 0    | Baník Ostrava |
| 1. československá fotbalová liga 1987/88 | 4      | 0    | Baník Ostrava |
| 1. československá fotbalová liga 1988/89 | 26     | 5    | Baník Ostrava |
| 1. československá fotbalová liga 1989/90 | 28     | 11   | Baník Ostrava |
| 1. československá fotbalová liga 1990/91 | 28     | 4    | Baník Ostrava |
| 1. československá fotbalová liga 1991/92 | 29     | 4    | Baník Ostrava |
| 1. československá fotbalová liga 1992/93 | 24     | 3    | Baník Ostrava |
| CELKEM                                   | 143    | 27   |               |